# Apionen
Die Apionen (Flavii Apiones) waren eine bedeutende und wohlhabende Familie, die in spätrömischer Zeit vom 5. bis ins frühe 7. Jahrhundert in Ägypten ansässig war. Recht umfangreiche Papyrusfunde aus dem sogenannten Apionenarchiv belegen außergewöhnlich gut ihre Geschichte. Mehrere Familienmitglieder bekleideten hohe Posten in der oströmischen Verwaltung bzw. im Militär und schlichteten teils sogar kirchliche Streitigkeiten.

## Geschichte
Die Apionen waren Christen und dienten zunächst im kaiserlichen Provinzialdienst, stiegen aber im 5. Jahrhundert zu reichen Landbesitzern auf. Sie besaßen vor allem im Raum von Oxyrhynchos große Ländereien und verfügten über enormen Einfluss, den sie durch geschicktes Einheiraten in die lokale Aristokratie sicherten. Flavius Apion II. stieg in der Mitte des 6. Jahrhunderts bis zum Consulat auf und bekleidete auch andere hohe Posten, darunter das Heermeisteramt (556). 
Ihre großen Ländereien waren offenbar mehr oder wenig halbautonom, da sowohl Gefängnisse als auch die Anwesenheit privater Haustruppen (siehe Bucellarius) bezeugt sind, welche die Apionen selbst rekrutierten und unterhielten. Beides versuchte die oströmische Regierung normalerweise zu unterbinden. Die großen apionischen Landgüter – Schätzungen gehen von etwa 75.000 Morgen Land aus – wurden vorwiegend von coloni adscripticii bewirtschaftet (wenn es auch freie Pächter gab), die in einem abhängigen Verhältnis zu den Großgrundbesitzern standen (Kolonat). Der Besitz der Apionen beschränkte sich nicht auf die Region um Oxyrhynchos, sondern umfasste auch Land bei Herakleopolites, Arsinoites und Kynopolites, weshalb die Familie aus organisatorischen Gründen einen privaten Verwaltungsapparat aufbaute, zu dem auch eine Post und ein Transportsystem gehörte. Der Besitz war auch keineswegs einheitlich: So werden Weingärten, Weidegebiete und Ackerland ebenso erwähnt wie etwa Immobilien.
Aufgrund dieser Strukturen bezeichnet die moderne Forschung das spätrömische Ägypten dieser Zeit daher als quasi-feudal. Inwiefern dies gelegentlich zu Konflikten mit der oströmischen Regierung führte, ist umstritten, doch sicherlich stellten die Apionen so sicher, dass ihre Einflussnahme (wenn auch regional begrenzt) Gültigkeit hatte. Anderseits scheint gerade in der Zeit Justinians eine Kooperation erfolgt zu sein; bereits Flavius Apion I. wurde von Justin I. (Justinians Onkel) gefördert und fungierte sogar zeitweilig als Prätorianerpräfekt des Ostens. Es ist sogar möglich, dass sie etwa die Erhebung des Herakleios gegen den weitgehend unbeliebten Kaiser Phokas zu Beginn des 7. Jahrhunderts unterstützt haben.
Ein Verwandter des Flavius Apion III. aus einer Nebenlinie der Apionen, der sogenannte Pseudo-Strategius III., schlichtete auf der Synode in Alexandria 616 einen Streit zwischen der miaphysitischen Kirche Ägyptens und Syriens. Die Spuren der Familie verlieren sich mit dem Beginn der kurz darauf beginnenden persischen Invasion Ägyptens.